# Alloxylon
Alloxylon, biljni rod iz porodice dvoličnjakovki. Postoje četiri vrste manjeg do srednje velikog iz Nove Gvineje i australskih država Novi Južni Wales i Queensland
Rod i vrsta opisani su 1991.

## Vrste
1. Alloxylon brachycarpum (Sleumer) P.H.Weston & Crisp
2. Alloxylon flammeum P.H.Weston & Crisp
3. Alloxylon pinnatum (Maiden & Betche) P.H.Weston & Crisp
4. Alloxylon wickhamii (W.Hill & F.Muell.) P.H.Weston & Crisp

## Vanjske poveznice
|  | Zajednički poslužitelj ima još gradiva o temi Alloxylon |
|  | Wikivrste imaju podatke o taksonu Alloxylon             |